# Tavistock (Nova Jérsei)
Tavistock é um distrito localizado no estado americano de Nova Jérsei, no Condado de Camden.

## Demografia
Segundo o censo feirense de 2000, a sua população era de 24 habitantes.
Em 2006, foi estimada uma população de 26, um aumento de 2 (8.3%).

## Geografia
De acordo com o United States Census Bureau tem uma área de
0,7 km², dos quais 0,7 km² cobertos por terra e 0,0 km² cobertos por água.

## Localidades na vizinhança
O diagrama seguinte representa as localidades num raio de 4 km ao redor de Tavistock.